# Luiz Eduardo Merlino
Luiz Eduardo da Rocha Merlino (Santos, 18 de outubro de 1948 – São Paulo, 19 de julho de 1971) foi um jornalista e militante brasileiro morto após ser torturado em 1971, durante a ditadura militar. Seu caso é investigado pela Comissão Nacional da Verdade, órgão que apura mortes e desaparecimentos ocorridos na ditadura militar brasileira.
O jornalista e militante Luiz Eduardo da Rocha Merlino morreu no ano de 1971 sob tortura. Ele morreu dentro da área do DOI-CODI do II Exército de São Paulo, comandado por Carlos Alberto Brilhante Ustra.

## Biografia
É filho de Zeno Merlino e Iracema Rocha da Silva Merlino. Estudou em vários colégios em Santos, e, enquanto secundarista (cursando o ensino médio), participou do Centro Popular de Cultura (CPC) da União Nacional dos Estudantes (UNE). Com dezessete anos, mudou-se para São Paulo e, em 1966, fez parte da primeira equipe de jornalistas do recém-fundado Jornal da Tarde (1966), do grupo O Estado de S. Paulo. Nesse período, escreveu algumas reportagens que tiveram grande repercussão, como a que denunciava as atividades do “mau patrão” Abdala, da Fábrica de Cimento Perus/SP (Jornal da Tarde de 24 de abril de 1967) e as que descreviam a vida dos índios Xavantes no Mato Grosso (Jornal da Tarde, 12/08/67 e 26/08/67).[carece de fontes?]
Continuou a trabalhar como jornalista na Folha da Tarde (1968) e depois no Jornal do Bairro (1969-1970). Participou ainda ativamente da equipe do jornal alternativo Amanhã.
Estudante de História da Universidade de São Paulo (USP), cobriu, em setembro de 1968, o 30º Congresso da UNE, em Ibiúna, interior de São Paulo, para a Folha da Tarde. Como jornalista, foi um dos poucos presentes que escaparam da prisão e puderam relatar tudo o que realmente tinha acontecido. Nessa época, já havia ingressado no Partido Operário Comunista (POC).
A partir de 1968, com o Ato Institucional Número Cinco (AI-5) e o endurecimento da ditadura, passou a participar de atividades clandestinas de combate ao regime militar, sem deixar de exercer a profissão de jornalista e cursar a faculdade de História. Nesse também se manifestou contra a visita de Nelson Rockfeller ao Brasil.[carece de fontes?]

## Prisão e morte
Com 22 anos, depois de regressar de uma viagem à França feita para estreitar contatos com a IV Internacional, foi preso sem acusações dos órgãos repressivos na casa de sua mãe, em Santos, no dia 15 de julho de 1971. Levado para o Destacamento de Operações de Informações do Centro de Operações de Defesa Interna (DOI-CODI) de São Paulo, na Rua Tutóia, para prestar depoimento, conforme o livro Direito à Memória e à Verdade editado pela Comissão Especial de Mortos e Desaparecidos do Ministério da Justiça, foi "torturado por cerca de 24 horas ininterruptas e abandonado sem tratamento médico numa solitária, a chamada 'cela-forte', ou 'x-zero'."
De acordo com presos políticos companheiros que viram seu estado após as torturas, como Eleonora de Oliveira Soares, Ricardo Prata Soares, Lauriberto Junqueira Filho e principalmente Guido Rocha, que esteve com ele na cela, Merlino sofreu fortes lesões e gangrena generalizada. Depois de ter seu estado agravado, foi levado ao Hospital Geral do Exército, onde veio a morrer em 19 de Julho de 1971.[carece de fontes?]
Depois de cinco dias desaparecido, em 20 de julho, a família recebeu a notícia de que ele tinha se suicidado, jogando-se embaixo de um carro na BR-116, na altura de Jacupiranga, quando estaria sendo conduzido ao Rio Grande do Sul para “reconhecer” companheiros. O laudo necroscópico atestando essa versão foi assinado pelos médicos legistas Isaac Abramovitc e Abeylard de Queiroz Orsini. Uma segunda versão dada pelos órgãos repressivos é a de que ele teria morrido por "auto-atropelamento". Porém, seus familiares localizaram o corpo, após uma longa espera, no IML (Instituto Médico Legal) de São Paulo, com marcas de tortura, em uma gaveta, sem nome.[carece de fontes?]
Depois disso o caixão foi entregue à família lacrado. Diversos militantes denunciaram, na Justiça Militar e em várias ocasiões, sua tortura e seu abandono, particularmente Guido Rocha.[carece de fontes?]
Amigos jornalistas foram verificar o local em que Luiz Eduardo havia se suicidado, mas nenhum indício foi encontrado, e nem boletim de ocorrência foi registrado. A imprensa foi proibida de dar a notícia sobre a morte do militante, porém, um mês após o acontecido, o jornal O Estado de São Paulo convidou as pessoas para uma missa em homenagem ao brasileiro. A cerimônia aconteceu na Catedral da Sé, em São Paulo.

## Reparações e homenagens
A mãe de Merlino, Iracema Merlino, em 1979 entrou com uma ação contra a versão oficial dada para a morte do filho, mas Iracema faleceu em 1995 e nunca soube a verdadeira história por trás do falecimento de seu filho. O caso foi esclarecido oficialmente um ano depois. Carlos Alberto Brilhante Ustra, apontado como mandante da prisão e torturas sofridas por Luiz Eduardo Merlino, foi condenado a pagar R$ 100 mil para os familiares do militante, mas a condenação acabou sendo anulada.
No dia 26 de agosto de 2024, Merlino, assim como outros quatorze estudantes da Faculdade de Filosofia, Letras e Ciências Humanas da Universidade de São Paulo assassinados pela ditadura militar recebeu postumamente o diploma da graduação em História como parte do projeto "Diplomação da Resistência". Em sua homenagem, o Centro Acadêmico do curso de História da Universidade de São Paulo carrega o seu nome.